# Rainbow Falls Provincial Park
Rainbow Falls Provincial Park är en park i Kanada.   Den ligger i provinsen Ontario, i den sydöstra delen av landet, 900 km väster om huvudstaden Ottawa. Rainbow Falls Provincial Park ligger 273 meter över havet.
Terrängen runt Rainbow Falls Provincial Park är varierad. Trakten är glest befolkad. Närmaste större samhälle är Schreiber, 11,0 km öster om Rainbow Falls Provincial Park. 